# Sokolče
Sokolče jsou zaniklá obec na Slovensku, v okrese Liptovský Mikuláš. Katastrální území Sokolčí je součástí obce Vlachy. První písemná zmínka pochází z roku 1267, kdy vesnice patřila královskému hradu Liptovský Starhrad a její název pochází od toho, že se obyvatelé původně věnovali sokolnictví. Nedaleko obce se také nacházel lovecký letohrádek. V roce 1609 byl obci Sokolče udělen znak, na kterém bylo znázorněno srdce a tři růže.

## Zánik
Zdrojem obživy místních obyvatel bylo zemědělství, pastevectví a vorařství, ve vesnici fungovala škola a kulturní dům s ochotnickým divadlem. Obyvatelé Sokolčí byli kvůli výstavbě přehrady Liptovská Mara počátkem sedmdesátých let 20. století vystěhováni převážně do Liptovského Mikuláše a v roce 1975 byla obec zatopena. Zachoval se pouze hřbitov, kde se rodáci pravidelně scházejí a také si volí svého starostu.

## Osobnosti
Rodáky ze Sokolčí byli hokejisté Stan Mikita a Ján Starší.